# Тарасы (Кировская область)
Тарасы — опустевшая деревня в Советском районе Кировской области в составе Родыгинского сельского поселения. 

## География
Находится на левом берегу реки Кокшага на расстоянии примерно 20 километров по прямой на северо-запад от нового моста через реку Пижма в районном центре городе Советск.

## История
Известна была с 1873 года как деревня Тарасовская, когда здесь было учтено дворов 2 и жителей 18, в 1905 (починок Тарасовский) 5 и 42, в 1926 (деревня Тарасы) 9 и 60, в 1950 11 и 49, в 1989 уже не оставалось постоянных жителей.

## Население
Постоянное население не было учтено как в 2002 году, так и в 2010.